# NGC 1634
NGC 1634 è una piccola galassia ellittica (o lenticolare) situata nella costellazione del Toro, a una distanza di circa 209 milioni di anni luce dalla nostra Via Lattea.

## Scoperta
La galassia è stata scoperta il 9 dicembre 1798 dall'astronomo britannico di origine tedesca William Herschel.

## Descrizione
Dato il valore della sua luminosità superficiale pari a 11,80, NGC 1634 può essere inclusa tra le galassie che presentano una elevata luminosità superficiale.